# 25824 Viviantsang
25824 Viviantsang è un asteroide della fascia principale. Scoperto nel 2000, presenta un'orbita caratterizzata da un semiasse maggiore pari a 3,1920659 UA e da un'eccentricità di 0,1821625, inclinata di 1,46024° rispetto all'eclittica.